# Spheropistha
Spheropistha is een geslacht van spinnen uit de  familie van de Theridiidae (kogelspinnen).

## Soorten
- Spheropistha melanosoma Yaginuma, 1957
- Spheropistha miyashitai (Tanikawa, 1998)
- Spheropistha nigroris (Yoshida, Tso & Severinghaus, 2000)
- Spheropistha orbita (Zhu, 1998)